# يوسيرين
يوسيرين (بالإنجليزية: Eucerin)‏ هي علامة تجارية من بايرسدورف. بالإضافة إلى منتجات العناية بالجسم والوجه، يوسيرين تقدم منتجات الحماية من الشمس وتطهيرها. بعض المنتجات من خط يوسيرين تحتوي على اليوريا.

## التاريخ
في عام 1900، صنع الدكتور إسحاق ليفشوتز [الألمانية] قاعدة مرهم قابلة للتلف وأنيقة (ملساء) تتكون من يوسريت والمياه والزيت، وتسمى يوسيرين.
بعد عامين في عام 1902 حقق ليفشيتز براءة اختراع حتى يصنع في ألمانيا.
في عام 1911، الدكتور أوسكار تروبلويتز [الإنجليزية]، الذي تولى شركة بايرسدورف في عام 1890، اشترى البراءة وبعد سنوات قليلة تم تقديم أول منتجات يوسيرين (اليود كريم، مسحوق رخو) في السوق الألمانية.
في ثمانينيات القرن العشرين أطلقت العلامة التجارية من قبل الشركات التابعة لبايرسدورف عالميًا، بما في ذلك الولايات المتحدة الأمريكية. منذ عام 1996 تُقدم العلامة التجارية أيضًا منتجات العناية بالوجه.

## روابط خارجية
- الموقع الرسمي